# 拉埃斯佩蘭薩區 (聖克魯斯省)
6°35′31″S 78°53′45″W / 6.5919°S 78.8957°W
拉埃斯佩蘭薩區（西班牙語：Distrito de La Esperanza），是秘魯的一個區，位於該國北部卡哈馬卡大區的聖克魯斯省，始建於1923年4月23日，面積59.7平方公里，海拔高度1,700米，2005年人口3,116，人口密度每平方公里52人。